# Kvint
A kvint (latin quinta = ötödik) a zenében a diatonikus hangsor ötödik fokát jelenti, illetve azt a hangközt, amely az első fokot az ötödiktől elválasztja. A tiszta akusztikus kvint frekvenciája 3/2 arányban áll az alaphanggal, ez 702 cent hangköznek felel meg, míg kiegyenlített hangolású tiszta kvint esetén ez 700 cent (a 128 tizenkettedik gyöke.)
A kvint a kvart fordított, inverz hangköze, tehát az a hangköz, amely azt oktávra egészíti ki.
A zenei hang második felhangja az elsőtől (az oktávtól) kvint távolságra van, tehát erősen konszonáns hangköz, a középkori többszólamúság legfontosabb hangköze volt.
Fajtái:
- a tiszta kvint (jelölése: T5), amikor az öt hang között egy kis szekund (K2) található (például dó-szó);
- a bő(vített) kvint (Bő5), amikor nincs kis szekund (például tá-fi);
- és a szűk(ített) kvint (Szűk5), amikor két kis szekund is jelen van (például ti-fá).

## Példa
- A Hull a pelyhes fehér hó kezdetű dal első felugró hangköze tiszta kvint.